# 1984年欧州議会議員選挙 (イタリア)
1984年欧州議会議員選挙は、欧州共同体（欧州連合の前身）の議会組織である欧州議会を構成する欧州議会議員を全面改選するため欧州連合加盟各国で1984年6月に行われたヨーロッパにおける選挙である。欧州連合加盟国であるイタリア共和国においては、6月18日に行われた。本稿ではイタリアにおける欧州議会議員選挙の結果について取り上げる。

## 選挙概要
- 欧州議会議員定数（イタリア）：81議席
- 欧州議会議員の任期：5年
- 選挙権：18歳以上
- 選挙制度：比例代表制
  - 全国を5選挙区（北西部、北東部、南部、中部、島嶼）に分割
  - 投票は政党名簿に対して行うが、名簿に掲載されている候補者の内、好ましいと思う候補者の名前を書いて投票できる（優先投票）。但し、選挙区定数の内、3票から1票の制限あり。
- 議席配分方法
  - 議席配分は全国での各政党名簿に投じられた得票数に応じて最大剰余方式（ヘアー式）で配分される。
  - 各政党名簿に配分された議席を、その政党名簿の選挙区の得票数に応じてやはり、ヘアー式で配分。尚少数民族政党についての優遇措置がある。
  - 各政党名簿における当選者は優先投票が多かった候補者から順に決定される。

## 選挙結果
投票7日前の6月11日に、長くイタリア共産党を支えたベルリングェルが亡くなったことで、一気に弔い選挙となった。そして、イタリア共産党に対する同情票が集まり、共産党が第一党に躍進した。
- 投票日：1984年6月18日
- 有権者数：44,948,253名

| 政党及び政党連合                                     | 得票数     | 得票率 | 議席数 |
| ---------------------------------------------------- | ---------- | ------ | ------ |
| イタリア共産党 PCI                                   | 11,714,428 | 33.33  | 27     |
| キリスト教民主主義 DC                                | 11,583,767 | 32.96  | 26     |
| イタリア社会党 PSI                                   | 3,940,445  | 11.21  | 9      |
| イタリア社会運動 MSI-DN                              | 2,274,556  | 6.47   | 5      |
| イタリア自由党－イタリア共和党 PLI-PRI               | 2,140,501  | 6.09   | 5      |
| イタリア民主社会党 PSDI                              | 1,225,462  | 3.49   | 3      |
| 急進党 P.RAD                                         | 1,199,876  | 3.41   | 3      |
| プロレタリア民主党 DEM.PROL                          | 506,753    | 1.44   | 1      |
| 南チロル人民党 SVP                                   | 198,220    | 0.56   | 1      |
| ヴァレダオスタ連合－サルディーニャ行動党 UV-PS.D'AZ. | 193,430    | 0.55   | 1      |

出典：Elezioni Europee del 17 Giugno 1984（2010年2月7日閲覧）
- 投票者数：37,069,626名
- 投票率：82.47%